# Vingt-neuvième circonscription de Paris de 1958 à 1986
De 1958 à 1986, la vingt-neuvième circonscription législative de Paris recouvrait deux quartiers du 19e arrondissement de la capitale, Amérique et Pont-de-Flandre, ainsi qu'une portion du quartier de la Villette, à l'est de la rue de Crimée. Cette délimitation s'est appliquée aux sept premières législatures de la Cinquième République française. De 1958 à 1967, elle se confond avec la 29e circonscription de la Seine.

## Députés élus
| Législature | Début de mandat | Fin de mandat  | Député élu         |  | Parti politique | Observations                                                                                             |
| ----------- | --------------- | -------------- | ------------------ |  | --------------- | --- |
| Ire         | 9 décembre 1958 | 2 juin 1961    | Georges Bourriquet |  | UNR             | décédé le 2 juin 1961                                                                                    |
| Ire         | 3 juin 1961     | 9 octobre 1962 | Paul Bellec        |  | UNR             | suppléant de Georges Bourriquet, décédé mandat écourté à la suite d'une dissolution du général de Gaulle |
| IIe         | 6 décembre 1962 | 2 avril 1967   | André Rives-Henrÿs |  | UNR             | |
| IIIe        | 3 avril 1967    | 30 mai 1968    | Paul Laurent       |  | PCF             | mandat écourté à la suite d'une dissolution du général de Gaulle                                         |
| IVe         | 11 juillet 1968 | 16 mai 1972    | André Rives-Henrÿs |  | UDR             | Démissionnaire, non remplacé                                                                             |
| Ve          | 2 avril 1973    | 2 avril 1978   | Paul Laurent       |  | PCF             | |
| VIe         | 3 avril 1978    | 22 mai 1981    | Paul Laurent       |  | PCF             | mandat écourté à la suite d'une dissolution de François Mitterrand                                       |
| VIIe        | 2 juillet 1981  | 1er avril 1986 | Alain Billon       |  | PS              | |

En 1985, le président de la République François Mitterrand changea le mode de scrutin des députés en établissant le scrutin proportionnel par département. Le nombre de députés du département de Paris fut ramené de 31 à 21 et les circonscriptions furent supprimées au profit du département.

## Évolution de la circonscription
En 1986, cette circonscription a été intégrée, avec une partie de l'ancienne vingt-huitième circonscription, dans la nouvelle « vingtième circonscription » .

### Élections de 1958
| Candidat       | Candidat               | Parti          | Premier tour | Premier tour | Second tour | Second tour |  |
| Candidat       | Candidat               | Parti          | Voix         | %            | Voix        | %           |  |
| -------------- | ---------------------- | -------------- | ------------ | ------------ | ----------- | ----------- |  |
|                | Jacques Grésa          | PCF            | 9 932        | 27,68        | 11 668      | 32,94       |  |
|                | Georges Bourriquet élu | UNR            | 6 799        | 18,95        | 18 306      | 51,68       |  |
|                | André Fosset           | MRP            | 6 103        | 17,01        | 5 449       | 15,38       |  |
|                | Marcel Ribéra          | CRR            | 4 693        | 13,08        | Retrait     | Retrait     |  |
|                | André Gayrard          | CNIP           | 2 802        | 7,81         | Retrait     | Retrait     |  |
|                | Charles Laurat         | SFIO           | 2 732        | 7,62         | Retrait     | Retrait     |  |
|                | Claude Drevet          | UFD            | 1 493        | 4,16         |             |             |  |
|                | Jean Ilbert            | Radsoc         | 1 322        | 3,68         |             |             |  |
|                |                        |                |              |              |             |             |  |
| Inscrits       | Inscrits               | Inscrits       | 47 337       | 100,00       | 47 286      | 100,00      |  |
| Abstentions    | Abstentions            | Abstentions    | 10 482       | 22,14        | 11 179      | 23,64       |  |
| Votants        | Votants                | Votants        | 36 855       | 77,86        | 36 107      | 76,36       |  |
| Blancs et nuls | Blancs et nuls         | Blancs et nuls | 979          | 2,66         | 684         | 1,89        |  |
| Exprimés       | Exprimés               | Exprimés       | 35 876       | 97,34        | 35 423      | 98,11       |  |

Georges Bourriquet est décédé le 2 juin 1961. Il est remplacé par son suppléant Paul Bellec, employé.

### Élections de 1962
| Candidat       | Candidat               | Parti          | Premier tour | Premier tour | Second tour | Second tour |  |
| Candidat       | Candidat               | Parti          | Voix         | %            | Voix        | %           |  |
| -------------- | ---------------------- | -------------- | ------------ | ------------ | ----------- | ----------- |  |
|                | André Rives-Henrÿs élu | UNR-UDT        | 10 769       | 37,16        | 15 525      | 54,34       |  |
|                | Paul Laurent           | PCF            | 10 229       | 35,3         | 13 047      | 45,66       |  |
|                | Paul Garson            | Radsoc (CNIP)  | 5 379        | 18,56        | Retrait     | Retrait     |  |
|                | André Fosset           | MRP            | 2 600        | 17,01        | Retrait     | Retrait     |  |
|                |                        |                |              |              |             |             |  |
| Inscrits       | Inscrits               | Inscrits       | 44 898       | 100,00       | 45 028      | 100,00      |  |
| Abstentions    | Abstentions            | Abstentions    | 15 188       | 33,83        | 14 924      | 33,14       |  |
| Votants        | Votants                | Votants        | 29 710       | 66,17        | 30 104      | 66,86       |  |
| Blancs et nuls | Blancs et nuls         | Blancs et nuls | 733          | 2,47         | 1 532       | 5,09        |  |
| Exprimés       | Exprimés               | Exprimés       | 28 977       | 97,53        | 28 572      | 94,91       |  |

La suppléante d'André Rives-Henrÿs était Jacqueline Bretton-Diaz.

### Élections de 1967
| Candidat       | Candidat                   | Parti          | Premier tour | Premier tour | Second tour | Second tour |  |
| Candidat       | Candidat                   | Parti          | Voix         | %            | Voix        | %           |  |
| -------------- | -------------------------- | -------------- | ------------ | ------------ | ----------- | ----------- |  |
|                | André Rives-Henrÿs sortant | UD-Ve          | 12 407       | 39,36        | 14 511      | 48,15       |  |
|                | Paul Laurent élu           | PCF            | 10 711       | 33,98        | 15 629      | 51,85       |  |
|                | Georges Benita             | FGDS (SFIO)    | 4 442        | 14,09        | Retrait     | Retrait     |  |
|                | Norbert Castellane         | CD (PDM)       | 3 964        | 12,57        |             |             |  |
|                |                            |                |              |              |             |             |  |
| Inscrits       | Inscrits                   | Inscrits       | 39 976       | 100,00       | 39 880      | 100,00      |  |
| Abstentions    | Abstentions                | Abstentions    | 7 828        | 19,58        | 8 573       | 21,5        |  |
| Votants        | Votants                    | Votants        | 32 148       | 80,42        | 31 307      | 78,5        |  |
| Blancs et nuls | Blancs et nuls             | Blancs et nuls | 624          | 1,94         | 1 167       | 3,73        |  |
| Exprimés       | Exprimés                   | Exprimés       | 31 524       | 98,06        | 30 140      | 96,27       |  |

La suppléante de Paul Laurent était Micheline Mauborgne, sténo dactylo, conseillère municipale de Paris, conseillère générale de la Seine.

### Élections de 1968
| Candidat       | Candidat               | Parti          | Premier tour | Premier tour | Second tour | Second tour |  |
| Candidat       | Candidat               | Parti          | Voix         | %            | Voix        | %           |  |
| -------------- | ---------------------- | -------------- | ------------ | ------------ | ----------- | ----------- |  |
|                | Paul Laurent sortant   | PCF            | 8 506        | 29,02        | 12 614      | 46,24       |  |
|                | André Rives-Henrÿs élu | UDR            | 8 352        | 28,5         | 14 667      | 53,76       |  |
|                | Michel Junot           | RI             | 5 126        | 17,49        | Retrait     | Retrait     |  |
|                | Norbert Castellane     | CD (PDM)       | 3 132        | 10,69        |             |             |  |
|                | Georges Benita         | FGDS (SFIO)    | 1 928        | 6,58         |             |             |  |
|                | Michel Volle           | PSU            | 1 868        | 6,37         |             |             |  |
|                | Bernard Guillibert     | TD             | 396          | 1,35         |             |             |  |
|                |                        |                |              |              |             |             |  |
| Inscrits       | Inscrits               | Inscrits       | 37 995       | 100,00       | 37 995      | 100,00      |  |
| Abstentions    | Abstentions            | Abstentions    | 8 395        | 22,1         | 9 673       | 25,46       |  |
| Votants        | Votants                | Votants        | 29 600       | 77,9         | 28 322      | 74,54       |  |
| Blancs et nuls | Blancs et nuls         | Blancs et nuls | 292          | 0,99         | 1 041       | 3,68        |  |
| Exprimés       | Exprimés               | Exprimés       | 29 308       | 99,01        | 27 281      | 96,32       |  |

André Rives-Henrÿs démissionne le 16 mai 1972. Son siège reste vacant.
Son suppléant était Jean Huret, professeur de collège.

### Élections de 1973
| Candidat       | Candidat          | Parti                | Premier tour | Premier tour | Second tour | Second tour |  |
| Candidat       | Candidat          | Parti                | Voix         | %            | Voix        | %           |  |
| -------------- | ----------------- | -------------------- | ------------ | ------------ | ----------- | ----------- |  |
|                | Paul Laurent élu  | PCF                  | 8 567        | 28,51        | 15 567      | 53,52       |  |
|                | Pierre Dabezies   | UDR (URP)            | 5 122        | 17,04        | 13 497      | 46,40       |  |
|                | Michel Triquera   | PS (UGSD)            | 4 916        | 16,36        | Retrait     | Retrait     |  |
|                | André-Yves Breton | CNIP (MR)            | 4 308        | 14,34        | 25          | 0,09        |  |
|                | Alain Dumait      | RI                   | 3 321        | 11,05        |             |             |  |
|                | Alain Chesnel     | PSU                  | 1 295        | 2,28         |             |             |  |
|                | Jean Doublet      | CDP                  | 1 242        | 4,13         |             |             |  |
|                | Pierre Pauty      | FN                   | 686          | 2,28         |             |             |  |
|                | Jacques Pesquet   | LCR                  | 447          | 1,49         |             |             |  |
|                | Claude Chisserey  | Extrême gauche (OCI) | 147          | 0,49         |             |             |  |
|                |                   |                      |              |              |             |             |  |
| Inscrits       | Inscrits          | Inscrits             | 38 460       | 100,00       | 38 476      | 100,00      |  |
| Abstentions    | Abstentions       | Abstentions          | 7 840        | 20,38        | 7 754       | 20,15       |  |
| Votants        | Votants           | Votants              | 30 620       | 79,62        | 30 722      | 79,85       |  |
| Blancs et nuls | Blancs et nuls    | Blancs et nuls       | 569          | 1,86         | 1 633       | 5,32        |  |
| Exprimés       | Exprimés          | Exprimés             | 30 051       | 98,14        | 29 089      | 94,68       |  |

La suppléante de Paul Laurent était Michèle Camous, Conseillère de Paris.

### Élections de 1978
| Candidat       | Candidat                   | Parti                | Premier tour | Premier tour | Second tour | Second tour |  |
| Candidat       | Candidat                   | Parti                | Voix         | %            | Voix        | %           |  |
| -------------- | -------------------------- | -------------------- | ------------ | ------------ | ----------- | ----------- |  |
|                | Abdon Robert Casso         | RPR                  | 10 650       | 33,07        | 15 592      | 49,07       |  |
|                | Paul Laurent sortant réélu | PCF                  | 9 153        | 28,42        | 16 180      | 50,93       |  |
|                | Alain Billon               | PS                   | 6 639        | 20,62        | Retrait     | Retrait     |  |
|                | Arnaud Bolan               | PSU (FA)             | 1 583        | 4,92         |             |             |  |
|                | Michel Momont              | Divers droite (DC)   | 1 047        | 3,25         |             |             |  |
|                | Franck Tannarelli          | Divers droite (UNMP) | 625          | 1,94         |             |             |  |
|                | Ariane Rubel               | Sans étiquette       | 565          | 1,75         |             |             |  |
|                | Pierre Pauty               | FN                   | 384          | 1,19         |             |             |  |
|                | Jean-Pierre Le             | LO                   | 342          | 1,06         |             |             |  |
|                | Bruno Ruby                 | PFN                  | 339          | 1,05         |             |             |  |
|                | Dominique Atdjian          | MDD                  | 329          | 1,02         |             |             |  |
|                | Françoise Galland          | LCR (PSPT)           | 249          | 0,77         |             |             |  |
|                | Jacques Pesquet            | Divers               | 196          | 0,61         |             |             |  |
|                | Pierre Baudy               | UOPDP                | 100          | 0,31         |             |             |  |
|                |                            |                      |              |              |             |             |  |
| Inscrits       | Inscrits                   | Inscrits             | 40 959       | 100,00       | 41 066      | 100,00      |  |
| Abstentions    | Abstentions                | Abstentions          | 8 224        | 20,08        | 8 123       | 19,78       |  |
| Votants        | Votants                    | Votants              | 32 735       | 79,92        | 32 943      | 80,22       |  |
| Blancs et nuls | Blancs et nuls             | Blancs et nuls       | 534          | 1,63         | 1 171       | 3,55        |  |
| Exprimés       | Exprimés                   | Exprimés             | 32 201       | 98,37        | 31 772      | 96,45       |  |

La suppléant de Paul Laurent était Dominique Doublet, sténodactylo à EDF.

### Élections de 1981
| Candidat       | Candidat                 | Parti             | Premier tour | Premier tour | Second tour | Second tour |  |
| Candidat       | Candidat                 | Parti             | Voix         | %            | Voix        | %           |  |
| -------------- | ------------------------ | ----------------- | ------------ | ------------ | ----------- | ----------- |  |
|                | Alain Billon élu         | PS                | 9 507        | 34,49        | 16 487      | 58,23       |  |
|                | Nicole Chouraqui         | RPR (UNM)         | 6 526        | 23,67        | 11 825      | 41,77       |  |
|                | Paul Laurent sortant     | PCF               | 6 220        | 22,56        | Retrait     | Retrait     |  |
|                | Jean-Charles de Vincenti | UDF (CDS)         | 3 858        | 13,99        |             |             |  |
|                | Michelle Moureau         | Divers écologiste | 676          | 2,45         |             |             |  |
|                | Bertrand Jullien         | PSU               | 492          | 1,78         |             |             |  |
|                | Martine Grandin          | LO                | 282          | 1,02         |             |             |  |
|                | Marie-France Stirbois    | FN                | 4            | 0,01         |             |             |  |
|                |                          |                   |              |              |             |             |  |
| Inscrits       | Inscrits                 | Inscrits          | 41 311       | 100,00       | 41 312      | 100,00      |  |
| Abstentions    | Abstentions              | Abstentions       | 13 668       | 33,09        | 12 368      | 29,94       |  |
| Votants        | Votants                  | Votants           | 27 643       | 66,91        | 28 944      | 70,06       |  |
| Blancs et nuls | Blancs et nuls           | Blancs et nuls    | 78           | 0,28         | 632         | 2,18        |  |
| Exprimés       | Exprimés                 | Exprimés          | 27 565       | 99,72        | 28 312      | 97,82       |  |

La suppléante d'Alain Billon était Janine Parent, ingénieur, militante syndicale CGT.